# The Next One
A The Next One egy becenév, melyet a National Hockey League-be évről évre bekerülő fiatal tehetségek kapják, akiket kikiáltanak Wayne Gretzky utódjainak. Gretzky beceneve volt a The Great One.
Az alábbi játékosok kapták ezt a becenevet (időrendben):
- Eric Lindros  Archiválva 2013. január 21-i dátummal a Wayback Machine-ben
- Sidney Crosby
- John Tavares
- Connor McDavid
- Connor Bedard